# Route nationale 665
La route nationale 665 ou RN 665 était une route nationale française reliant Lubbon à Pompiey. À la suite de la réforme de 1972, elle a été déclassée en RD 665.

## Ancien tracé de Lubbon à Pompiey (D 665)
- Lubbon
- Boussès
- Durance
- Pompiey